# El marino de los puños de oro
El marino de los puños de oro es una película española dirigida por Rafael Gil, estrenada el 7 de octubre de 1968. Se trata de una película de humor protagonizada por un boxeador, con un guion repleto de situaciones de humor, basadas en la dificultad de un joven por lograr la cima del deporte de boxeo. Fue grabada en diferentes localidades entre ellas en Madrid y Cádiz.

## Reparto
| Intérprete             | Personaje          |
| ---------------------- | ------------------ |
| Pedro Carrasco         | Pedro              |
| Sonia Bruno            | Gina               |
| Antonio Garisa         | Juanito Berroquell |
| Ángel de Andrés        | Héctor             |
| Venancio Muro          | Sargento Sancho    |
| José Sazatornil        | Lodoli             |
| Luis Induni            | Padre de Pedro     |
| Ana María Morales      |                    |
| Goyo Lebrero           | Sr. Cavalieri      |
| María Martín           |                    |
| José María Tasso       | Pérez              |
| Rosa Palomar           |                    |
| Alfredo Santacruz      |                    |
| Nélida Quiroga         | Madre de Pedro     |
| Andrés Pajares         | Darío.             |
| Patricia Nigel         | Alicia             |
| Roberto Camardiel      | Tito Porro         |
| María Kosty            | Novia de Dario     |
| Ramón Fernández Tejela |                    |

## ¿Dónde se rodó?
Cádiz
Madrid
Santander